# Autobiografie einer Pflaume
Autobiografie einer Pflaume (Originaltitel: Autobiographie d'une Courgette, wörtliche Übersetzung: Autobiografie einer Zucchini) ist ein Roman des Schriftstellers Gilles Paris aus dem Jahre 2002 und wurde in Deutschland erstmals 2004 veröffentlicht. Das Buch trägt seinen Namen, da es aus der Erzählperspektive des Protagonisten erzählt wird, der den Spitznamen Pflaume trägt. Die Handlung basiert jedoch auf keiner realen Person, sondern ist rein fiktiv.

## Handlung
Der neunjährige Icare, genannt Pflaume, lebt alleine mit seiner Mutter, da sein Vater die Familie vor Jahren verlassen hat. Seine Mutter hat seit einem Autounfall ein gelähmtes Bein und ist arbeitslos, außerdem Alkoholikerin. Sie schimpft oft über den Himmel und verprügelt ihren Sohn, worin Icare einen Zusammenhang sieht und daher glaubt, wenn er den Himmel umbrächte, müsste sich seine Mutter nicht mehr aufregen und würde ihn nicht mehr schlagen. Als er in ihrer Kommode einen Revolver findet, schießt er damit in die Wolken, in der Absicht, den Himmel umzubringen. Seine Mutter hört dies, läuft hinaus und versucht, ihm die Waffe zu entreißen, wobei sich ein Schuss löst und sie tödlich trifft.
Nachdem die Leiche entdeckt wurde, wird Icare vom Polizisten Raymond in ein Kinderheim gebracht, der ihn von da an jedes Wochenende besucht.
Im Heim lernt Icare viele andere Kinder mit ähnlich traurigen bis seltsamen Schicksalen kennen: Simon, der sich stets als Anführer aufspielt und dessen Vergangenheit keines der Kinder kennt; Ahmed, ein weinerlicher Bettnässer, dessen Vater wegen eines Banküberfalls im Gefängnis sitzt; Alice, die von ihren Eltern geschlagen wurde und völlig verstört ist; Jujube, ein übergewichtiger Hypochonder, dessen Mutter nach Peru verschwunden ist; die Chafouin-Brüder Boris und Antoine, die ihr „Wörterbuchspiel“ mit Krankheitsbegriffen spielen und deren Eltern bei einem Autounfall gestorben sind; Beatrice, die von ihrem Vater sexuell missbraucht wurde und deren Mutter immer verspricht, sie im Heim zu besuchen, dies aber nie tut; und noch einige Weitere, die aber im Roman keine wichtige Rolle spielen.
Raymond, der Icare regelmäßig besucht, entwickelt sich für diesen zu einer Vaterfigur. Nach einiger Zeit kommt ein Mädchen namens Camille neu ins Heim, die vorher bei ihrer Tante lebte; Icare verliebt sich in sie und zwischen den beiden entwickelt sich eine Art kindliche Liebesbeziehung. Die beiden freunden sich auch mit Raymonds Sohn Victor an, dessen Mutter gestorben ist. Da Raymond, Victor, Camille und Icare mit der Zeit wie eine Familie sind, werden die beiden Heimkinder schließlich von dem Polizisten adoptiert.
Am Ende des Buches stellt Icare fest, dass er den Himmel nicht mehr umbringen will, da er auf der Erde Wichtigeres gefunden hat.

## Filmadaption
2008 erschien La vie c'est mieux quand on est grand in der Regie von Luc Béraud.
2016 erschien mit dem Stop-Motion-Film Mein Leben als Zucchini eine Adaption des Romans.